# Heodes rhaetica
Heodes rhaetica är en fjärilsart som beskrevs av Beuret 1952. Heodes rhaetica ingår i släktet Heodes och familjen juvelvingar. Inga underarter finns listade i Catalogue of Life.